# Berit Nesheim
Berit Nesheim (nascuda el 28 de gener de 1945) és una directora de cinema noruega. Nesheim es va graduar a la Universitat d'Oslo en llengües estrangeres, literatura i psicologia per continuar una carrera com a directora de pel·lícules de televisió. El seu primer llargmetratge va ser Frida – med hjertet i hånden el 1991, que va ser la entrada noruega al Oscar a la millor pel·lícula de parla no anglesa el 1992. El seu següent llargmetratge va ser Høyere enn himmelen protagonitzada amb l'actriu sueca Harriet Anderson La seva pel·lícula Søndagsengler va ser nominada a l'Oscar a la millor pel·lícula de parla no anglesa el 1997. Va dirigir la minisèrie En udødelig mann (2006) sobre la vida d'Henrik Ibsen. Nesheim va rebre el premi honorífic del comitè Amanda durant els Premis Amanda 2024.

## Filmografia
- Skolen  (2004) sèrie de televisió
- Brigaden  (2002) sèrie de televisió
- Soria Moria  (2000) sèrie de televisió
- Evas øye (1999)
- Nr. 13  (1998) sèrie de televisió (4 episodis)
- Offshore  (1996) sèrie de televisió
- Søndagsengler (1996)
- Høyere enn himmelen (1993)
- Frida - med hjertet i hånden (1991)
- Frida og det urolige hjertet (1990) (TV)
- Frida (1989) (TV)
- Tungekysset (1988) (TV)
- Den røde hatten (1987) (TV) telenovel·la